# دورة حرارية ملحية
الدورة الحرارية الملحية مصطلح يدل على دورة في المحيطات تسببها الكثافة. تتأثر كثافة مياه البحار بدرجة حرارتها وبمستوى ملوحتها. تتجه التيارات السطحية، كتيارات الخليج، مدفوعة بالرياح في المحيط الأطلنطي من حول خط الاستواء ناحية القطبين الشمالي والجنوبي، حيث تنخفض درجة حرارتها بالاقتراب من العروض الباردة وتسري على أعماق أكبر شيئاً فشيئاً (مكونة المياه العميقة شمال الأطلنطي). يجري هذا الماء البارد لأسفل نحو حوض المياه الباردة، وتقل فروق درجات الحرارة ومستوى الملوحة لتقترب من مستوياتها في مياه الأعماق، مما يجعل من محيطات الأرض نظاما واحدا. وفي رحلتها تلك، تنقل كتل المياه الطاقة (في شكل حرارة) والمادة (مركبات صلبة وذائبة وغارية) حول الأرض. وبهذا يصبح لدوران المحيطات تأثيرا كبيرا على مناخ كوكبنا.

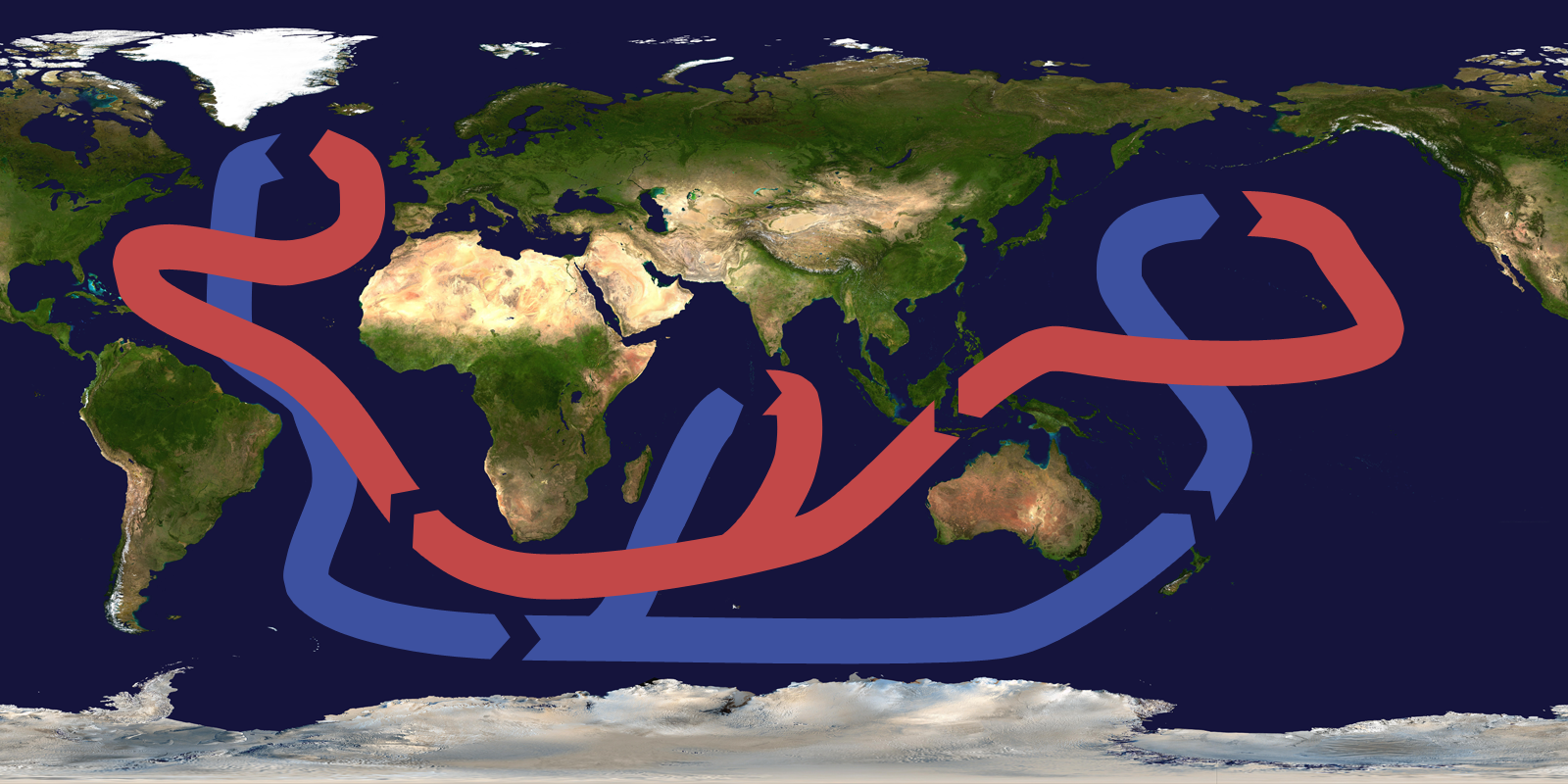
الدورة الحرارية الملحية. تمثل الخطوط الزرقاء تيارات المياه العميقة، بينما تمثل الخطوط الحمراء تلك التي تجري على السطح

تعرف الدورة الحرارية الملحية أحيانا باسم حزام نقل المحيطات، أو حزام النقل العالمي.

## نظامها
إن حركة التيارات السطحية المدفوعة بالرياح شيء نعرفه كلنا، فكلنا رأينا دوائر الأمواج على سطح الماء. لذا، ساد الاعتقاد بين علماء المحيطات الأوائل أن أعماق المحيطات راكدة تماما لبعدها عن الرياح. إلا أن الأداوت الحديثة أظهرت أن سرعة التيارات في المياه العميقة معتبرة (بالرغم من أنها أقل كثيرا من مثيلاتها على السطح). أهم القوى المحركة في عمق المحيط تنتج عن فروقات الكثافة ودرجة الحرارة.
لا تتساوى كثافة مياه المحيطات في جميع أنحاء الأرض، بل إنها تتباين بشدة. توجد فروق حادة تفصل بين كتل الماء التي تتشكل عند السطح، والتي تحتفظ كثيرا بهويتها في المحيط، فهي تترتب فوق بعضها البعض طبقا لكثافاتها التي تتحدد بدرجة حرارتها ومستوى ملوحتها. تتمدد مياه البحر الدافئة مما يجعلها أقل كثافة بالمقارنة مع المياه الأبرد. المياه المالحة أكثف من المياه العذبة نظرا لأن الأملاح الذائبة فيها تملأ الفراغات بين جزيئات الماء، مما يتسبب في كتلة أكبر في وحدة الحجم. تطفو المياه الأخف فوق تلك الأكثف (تماما كما تطفو قطعة من الخشب أو الثلج فوق الماء). تعرف هذه الظاهرة باسم «التراتب المستقر». عندما تتشكل كتل الماء الباردة، فإنها لا تكون في وضع التراتب المستقر، وبغرض أن تصل إلى أكثر حالاتها استقرارا، يتعين على كتل الماء تلك أن تجري، مما يولد القوة الدافعة للتيارات العميقة.

## تكون كتل المياه العميقة
تتكون كتل المياه الكثيفة التي تجري نحو الأحواض العميقة في مناطق بعينها في شمال الأطلنطي وفي المحيط المتجمد الجنوبي. في هاتين المنطقتان القطبيتان، تبرد الرياح المياه السطحية بشدة، كما تتسبب الرياح التي تتحرك فوق الماء بكثير من البخر. لا يزيل البخر إلا جزيئات من الماء الصافي، مما يرفع ملوحة ماء البحر المتبقي. تعرف هاتان العمليتان المدفوعتان بالرياح باسم التبريد البخري.
يمكن لتكون ثلوج البحار أيضا أن يساهم في رفع ملوحة المياه، حيث يترك الثلج بعد تجمده معازل ماء شديد الملوحة. تخفض الملوحة من درجة تجمد ماء البحر، وبالتالي فإن بحيرات الماء شديد الملوحة تلك تتكون ومن حولها مجموعات الجليد. شيئا فشيئا، يذيب الماء شديد الملوحة الجليد تحته، إلى أن يخرج من الجليد ويجري للأسفل.
تجري مياه شمال الأطلنطي العمقية المتكونة في تلك العمليات في تيار محاط بماء أقل كثافة حتى تصل إلى قاع المحيط وتملأ أحواض البحار القطبية، وتماما كما توجه أودية الأنهار التيارات والأنهر فوق القارات، توجه تضاريس قاع المحيط كتل الماء العميق عند القاع.
لاحظ أن، على عكس الماء العذب، فإن الماء المالح لا يصل لأعلى كثافة له عند درجة حرارة 4 مئوية، بل يظل يزيد في الكثافة كلما برد حتى يصل إلى درجة التجمد التي تبلغ حوالي -1.8 درجة مئوية.
يسود التبريد البخري في بحر النرويج، حيث تملأ المياه الجارية إلى أسفل حوض البحر وتطفح جنوبا من خلال تشققات في التربة تحت الماء التي توصل جرينلاند، وأيسلاندا، وبريطانيا؛ وتستمر في الجريان بعدها ببطء شديد نحو سهول الأطلنطي شديدة العمق، دائما نحو الجنوب، في حين يقطع مضيق بيرنج الضحل جريان الماء من حوض المحيط المتجمد الشمالي إلى المحيط الهادي.
وبالمقارنة، فإن تأثير الرياح المبرد في بحر ودل على شاطئ أنتاركتيكا يزداد تأثيرا بمعازل الماء شديد الملوحة. تجري مياه المحيط الجنوبي العميقة نحو الأسفل وباتجاه حوض الأطلسي شمالا، إلا أنها شديدة الكثافة لدرجة أنها تجري تحت مياه شمال الأطلنطي العميقة. ومرة أخرى، يتوقف جريان التيار في الهادي، والسبب هذه المرة هو ممر دريك بين القارة الجنوبية والطرف الجنوبي لأمريكا الجنوبية.

## حركة كتل المياه العميقة
إن حركة مياه شمال الأطلنطي العميقة، والتي تتكون من المياه الكثيفة الجارية لأسفل من سطح شمال الأطلنطي، ليست كتلة ثابتة من الماء، فهي تتحرك في تيار بطيء نحو الجنوب. تجري المياه العميقة عبر حوض الأطلنطي، حول جنوب أفريقيا، داخلة المحيط الهندي، عابرة أستراليا إلى حوض المحيط الهادي. إن تغير المواقع الأفقي بين المياه الكثيفة الجارية لأسفل، وتلك الأخف تحتها يعرف بالتبادل. لكتل المياه العميقة التي تشارك في الدورة الملحية الحرارية نسب كيميائية ونظائرية مميزة يمكن تتبعها، وبالتالي يمكن حساب معدلات جريانها، وتحديد عمرها.

## تأثيرها على تغير المناخ
تلعب الدورة الحرارية الملحية دورا هاما في تزويد المنطقتين القطبيتين بالحرارة، وبالتالي في تنظيم كمية الجليد في بحارها. يعتقد للتغير في الدورة الحرارية الملحية تأثيرا واضحا على توازن الإشعاع الأرضي، فهي تحكم معدل تعرض المياه العميقة للسطح، وبالتالي قد تلعب دورا مهما في تحديد تركيز ثاني أكسيد الكربون في الغلاف الجوي. بينما يتردد أن الدورة الحرارية الملحية هي السبب الرئيسي في اعتدال الأجواء في أوروبا الغربية، إلا أن هذا غالبا غير دقيق لأن أوروبا دافئة بسبب تعرضها للرياح العكسية القادمة من حوض المحيط . في جميع الأحوال، فإن للدورة الحرارية الملحية تأثير معقول يرفع من درجة حرارة أوروبا الغربية بمقدار درجتين مئويتين تقريبا، بالمقارنة مع الساحل الغربي لكندا.
يعتقد أن سريان كمية كبيرة من ماء الجليد الذائب من جرينلاندا قد أثر على تركيب المياه العميقة، مما أدى إلى فترة مناخية باردة في أوروبا. طالع توقف الدورة الحرارية الملحية لمزيد من المعلومات عن إمكان تغير الدورة الحرارية الملحية تأثرا بتغير المناخ.

## وصلات خارجية
- Ocean Conveyor Belt